# جلال بابا
خان جلال الدين خان (بالأردية: جلال الدین)، (3 مارس 1901 - 21 يناير 1981)، المعروف أيضًا باسم جلال بابا، كان عضوًا ناشطًا في رابطة مسلمي عموم الهند وناشطًا في حركة باكستان، شغل منصب وزير الداخلية الثامن لباكستان تحت رئاسة فيروز خان نون.

## وصلات خارجية
- فيديو نقاشي عن جلال بابا في برنامج جو نيوز، خابرنك تي في - على يوتيوب